# Smith & Wesson Model 1
Smith & Wesson (S&W) Model 1 — 7-зарядный револьвер калибра .22 Short, производившийся компанией Smith & Wesson в 1857—1882 гг. Первый образец оружия данной фирмы и первый коммерчески успешный револьвер, в котором использовался патрон кольцевого воспламенения вместо раздельного снаряжения порохом, пулей и капсюлем, принятого в предыдущих моделях стрелкового оружия.
Особенности конструкции — откидывающийся вверх на шарнире ствол (англ. Tip-up), ударно-спусковой механизм одинарного действия с сосковым спуском.
Всего за годы выпуска было произведено более 253 000 экземпляров трёх типов.

## История

### Предыстория
В то время, как срок действия патента Сэмюэла Кольта подходил к завершению (и должен был истечь в 1856 году), Гораций Смит и Дэниел Б. Вессон вели разработки револьвера нового типа, под унитарный патрон. Обнаружив, что конструкция барабана подобного револьвера уже запатентована бывшим служащим компании Кольта Роллином Уайтом, компаньоны предложили Уайту объединиться.
Однако, Смит и Вессон не стали брать Уайта в партнёры, а определили ему вознаграждение в 0,25 доллара с каждого произведенного револьвера, получившего наименование «Model 1». Уайту также досталась обязанность отстаивать свои авторские права в судах, что впоследствии разорило его, но оказалось очень выгодным для компании S&W.

## Модификации
Существовали три типа «Первой модели», каждый последующий отличался значительными изменениями конструкции.

### 1-й тип
Наиболее редкий из выпущенных — «первый тип» револьвера (за три года было произведено 12 000 экземпляров). Отличительные черты — круглая крышка УСМ, угловатая рукоять (подобная этой же детали у «второго типа», скругленная в сечении рама между барабаном и накладками рукояти, составной курок, а также плоская пружина защёлки ствола у некоторых ранних вариантов.
Джон Коунтц в своей статье в апрельском выпуске журнала «The Gun Report» упоминает о существовании шести разновидностей «первой модели». Они касаются различного исполнения круглых выступов рамки, защёлки ствола (плоская пружинная у первых двух типов и байонетная у поздних), вид нарезов и т. п.
Номера выпущенных — от 1 до примерно 12000.

### 2-й тип
«Второй тип» револьвера в целом весьма схож с предыдущим, хотя есть и визуальные отличия: крышка УСМ большего размера и неправильной формы; рама (вероятно, из-за лучшей обработки) более плоская; курок цельный, профиль рамы в районе рукояти восьмиугольный.
Всего с 1860 по 1868 было произведено около 110 000 экземпляров 2-го типа. Номера выпущенных — от 12000 до 120000 (приблизительно).

### 3-й тип

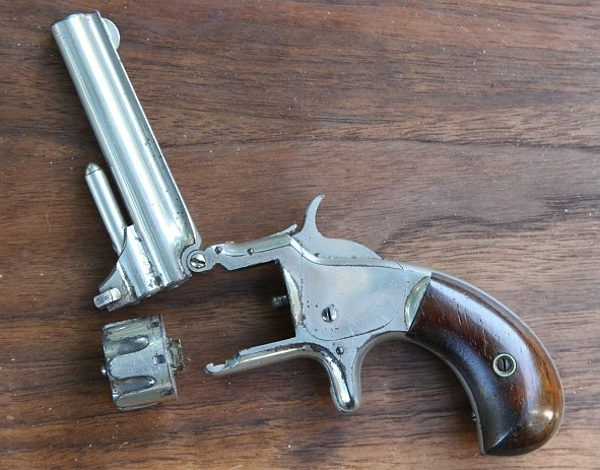
Револьвер «Model One» 3-го типа, открытый для заряжания

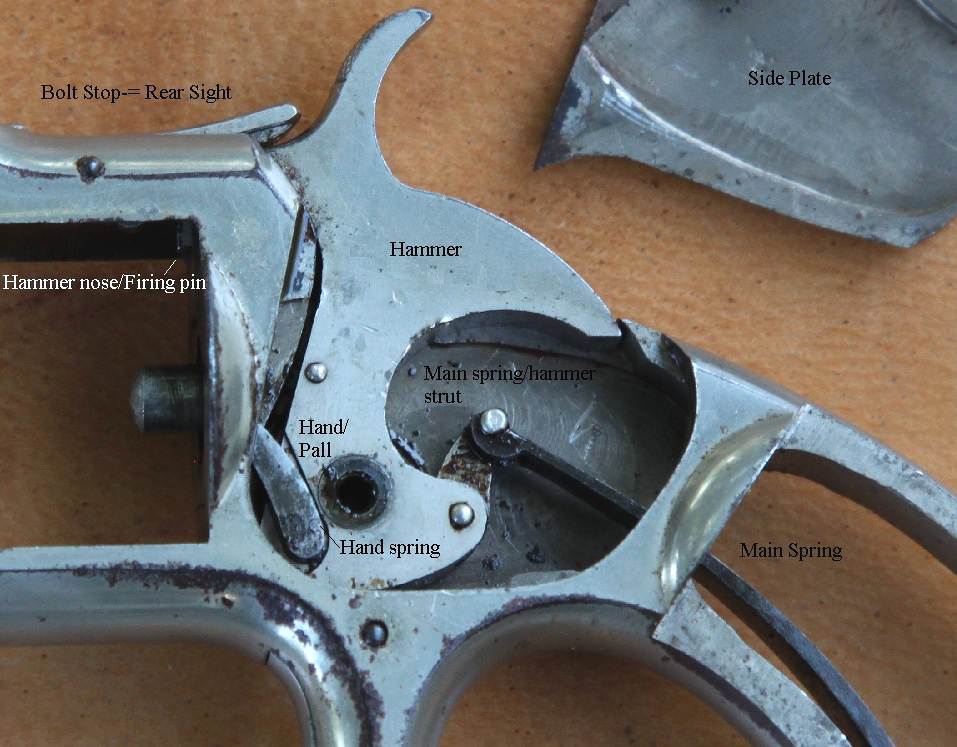
УСМ третьей модели. Крышка снята, боевая пружина крепится винтом к раме в нижней части рукояти, как у современных револьверов S&W.

Отличительными особенностями «Третьего типа» стали долы на барабане, круглый ствол и закруглённая рукоятка в форме птичьей головы. Револьверы этого типа выпускались как с никелированными рамой и стволом, так и воронёные. С 1868 по 1882 было произведено около 131 000 экземпляров револьверов третьего типа с номерами, вновь начинавшимися с 1 (и примерно до 131000, соответственно).

## Популярность
С началом Гражданской войны популярность «Первой модели» резко возросла; хотя револьвер в силу недостаточной мощности не состоял на вооружении, солдаты обеих сторон конфликта охотно приобретали его частным образом в качестве запасного оружия. Спрос оказался настолько велик, что превзошёл мощности завода по выпуску. В результате Смит и Вессон решили построить новый завод и перейти к разработкам оружия под новый патрон, более мощный, чем .22.
Эта же популярность послужила стала причиной множества судебных процессов из-за нарушения прав патентовладельца сторонними фирмами. Среди наиболее значимых — против компаний Manhattan Firearms Company, National Arms Company, Merwin & Bray и фирмы Итана Аллена. В большинстве случаев приговор сводился к разрешению нарушителям продолжать выпуск с выплатой вознаграждения Уайту; а иногда компания S&W выкупала произведенные револьверы и, нанеся на них своё клеймо (с указанием даты патента «APRIL 3 1855») перепродавала.